# Almquist shell
Pour les articles homonymes, voir Ash.
Almquist shell (aussi connu sous le nom de A Shell ou ash) est un interpréteur de commandes dérivé du Bourne shell du Système V Release 4 (SVR4), développé à l'origine par Kenneth Almquist.
C'est un Shell Unix petit, rapide et compatible avec la norme POSIX, et c'est pourquoi il est très utilisé dans les systèmes d'exploitation embarqués. Il est d'ailleurs intégré à la suite logicielle BusyBox.
ash est le Shell par défaut des systèmes FreeBSD, NetBSD et Minix (/bin/sh est alors un lien symbolique vers /bin/ash).
Un de ses dérivés est le Debian Almquist shell (dash).